# Novus ordo seclorum

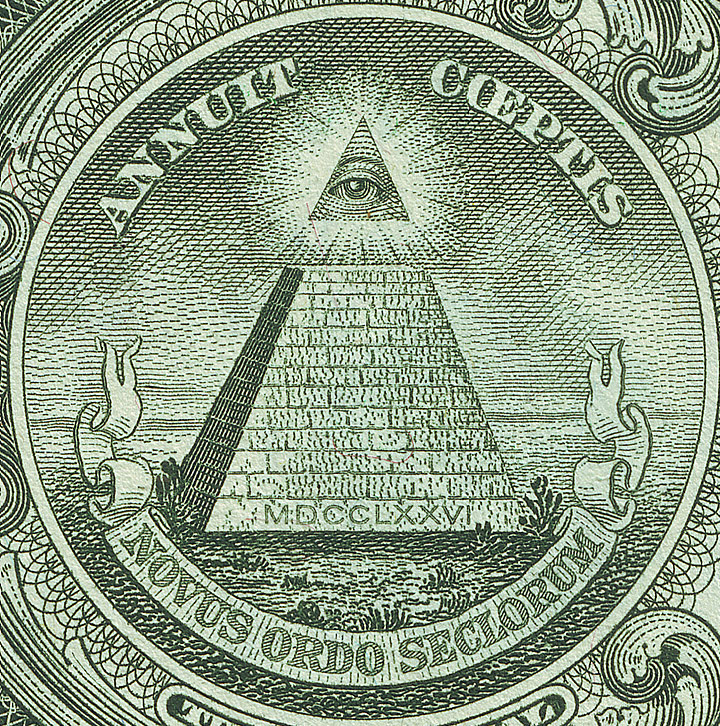
Annuit cœptis e Novus Ordo Seclorum, são os lemas do Olho da Providência.

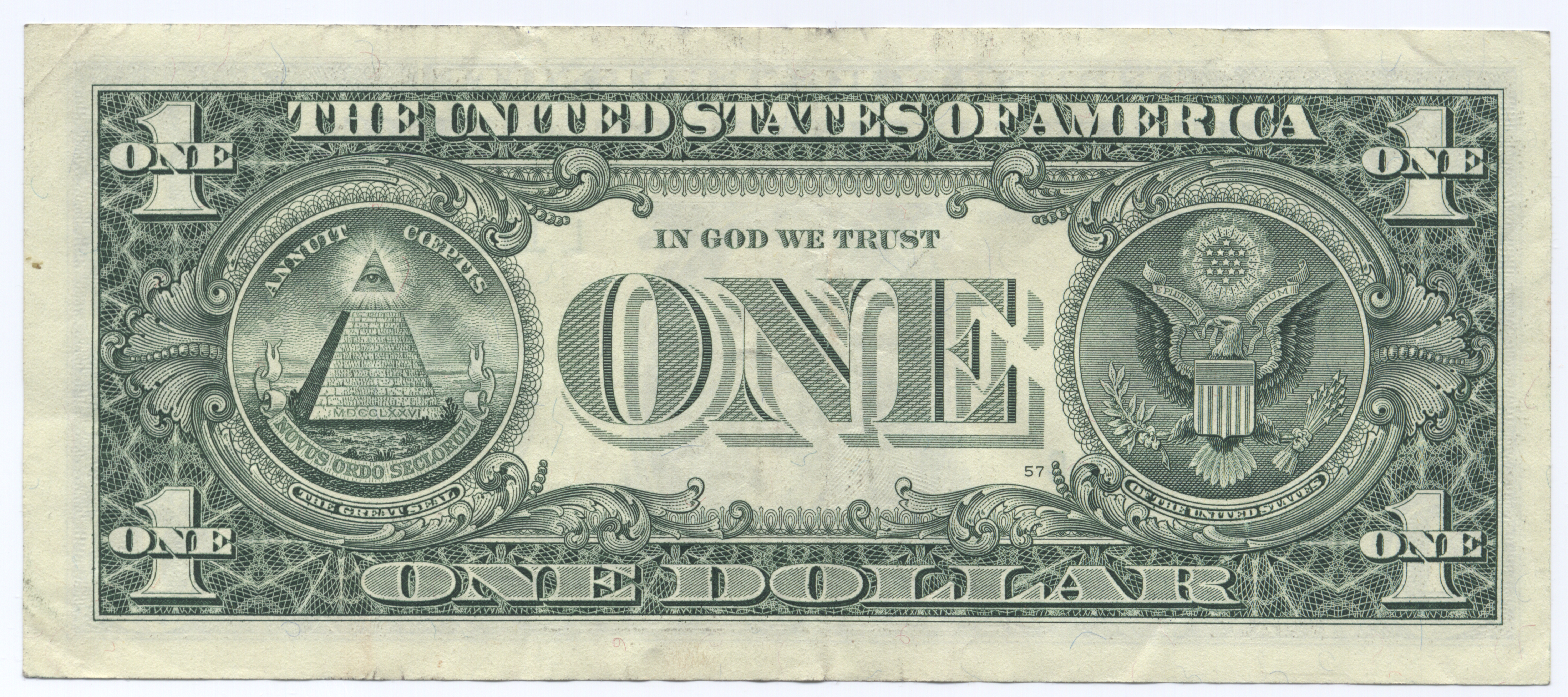
O verso da nota de um dólar, desde 1935.

A frase Novus Ordo Seclorum (do latim, que significa Nova Ordem dos Séculos) aparece no verso do Grande Selo dos Estados Unidos, desenhado pela primeira vez em 1782 e impresso na parte de trás do dólar americano desde 1935, aprovado pelo presidente Franklin Roosevelt.
A frase também aparece no escudo de armas da Yale School of Management, Escola de Negócios da Universidade Yale. A frase que traduzida representa Nova ordem dos séculos que popularmente é conhecida como Nova Ordem Mundial, que está presente em várias discussões.

## Origem e significado
A expressão é retomada a partir da quarta écloga de Virgílio, que contém uma passagem (linhas 5-8), que diz :
| Latim                                       | Português                                                       |
| ------------------------------------------- | --------------------------------------------------------------- |
| Ultima Cumaei venit iam carminis aetas;     | Agora vem a fase final da canção de Sibila;                     |
| Magnus ab integro saeclorum nascitur ordo.  | O grande objetivo das Eras nasce novamente.                     |
| iam redit et Virgo, redeunt Saturnia regna, | E agora a justiça retorna,as regras retornam honradas;          |
| iam nova progenies caelo demittitur alto;   | agora, uma nova linhagem é enviada para baixo do alto dos céus. |

Os versos saecla, saeclorum, foram as alternativas mais comuns para saecula etc., em toda a história dos países latinos para poesias e prosas. É impossível em versos hexâmetros saeculorum: o ae é o que mais há, o u é curta por sua posição. Para o intercâmbio medieval entre ae, æ e e, ver Æ medieval entre outros exemplos.
Os cristãos medievais, interpretaram na época o poema Virgílio, como uma profecia da vinda de Cristo. Na idade (ou Era) Augustan, embora considerada pré-Cristã, foi visto como uma idade dourada preparar o mundo para a vinda de Cristo. Dos quais, os grandes poetas eram vistos como uma fonte de revelação e de luz sobre os mistérios cristãos que se aproximavam.
A palavra seclorum não significa "secular", como se poderia supor, mas é o genitivo (possessivo) forma plural da palavra saeculum, significando (neste contexto) geração, século, ou idade. Saeculum chegaram a dizer "idade, o mundo", no final, no latim Cristão, e "secular" é derivado do mesmo, através da palavra secularis. No entanto, o adjetivo "secularis", significa "mundanos", não é equivalente ao nominativo plural possessivo "seclorum", que significa "da idade". Foi proposto por Charles Thomson, o perito latino, que esteve envolvida na concepção do Grande Selo dos Estados Unidos, para significar "o início da nova Era americana", a partir da data da Declaração de Independência dos Estados Unidos.

## Suposta simbologia
Há teorias da conspiração que traduzem "Novus Ordo Seclorum" como "nova ordem mundial", um termo supostamente usado pela sociedade secreta conhecida como Illuminati, cujos relatos dizem que o seu objetivo principal é o controle mundial através de um governo único global e ditatorial.
- Olho que tudo vê Oficialmente atribui-se a este olho o significado de “Olho da Providência”, porém nas sociedades secretas superiores (ainda segundo essas teorias), diz-se que este olho representa o terror que vigia sobre os segredos da ordem, o olho de Horus (deus mitológico egípcio).
- Pirâmide Símbolo da Ordem dos Iluminados, com os dizeres: “Anunciando o Nascimento de uma Nova Ordem Secular”. A pirâmide também representaria a ordem da sociedade, mostrando quem está na cuma, a elite mundial, que tem mais poder e conhecimento. Estando do lado mais alto, com o olho, veriam além dos demais. Já a base, feita com tijolos idênticos, retrataria o gado, a população "cega".